# Marcos Bonifacio da Rocha
Marcos Bonifacio da Rocha (født 7. marts 1976) er en tidligere brasiliansk fodboldspiller.